# Hubert Laschitza
Hubert Laschitza (* 2. Dezember 1926 in Kreuzburg, Oberschlesien; † 15. Februar 2008 in Heidelberg) war ein deutscher Jurist und Kommunalpolitiker (CDU).

## Werdegang
Laschitza wurde in Oberschlesien geboren und kam nach Ende des Zweiten Weltkriegs 1946 nach Heidelberg. Dort studierte er Rechtswissenschaft. Seit 1949 war er Mitglied der Studentenverbindung Rupertia Heidelberg.  Nach Referendariat, Staatsexamen und Promotion 1955 war er wissenschaftlicher Mitarbeiter am Bundesverfassungsgericht, später Referent im Justizministerium Baden-Württemberg. 1971 übernahm er die Leitung des Landgerichts Heidelberg. 1991 trat er in den Ruhestand.
Er wandte sich der Kommunalpolitik zu und zog 1994 für die CDU in den Heidelberger Gemeinderat ein, dem er bis 2004 angehörte. Von 1995 bis 2002 war er Fraktionsvorsitzender der CDU-Gemeinderatsfraktion Heidelberg.

## Ehrungen
- 1991: Großes Verdienstkreuz der Bundesrepublik Deutschland für seine Verdienste um das Justizwesen